# Kiki Vandeweghe
Ernest Maurice "Kiki" Vandeweghe III (Wiesbaden, Alemania, 1 de agosto de 1958) es un exjugador y exentrenador de baloncesto de nacionalidad estadounidense que jugó durante 13 temporadas en la NBA. con 2,03 metros de altura jugaba en la posición de alero.
Es hijo del también exjugador de la NBA Ernie Vandeweghe, sobrino del exbaloncestista y cuatro veces All-Star de la NBA Mel Hutchins, y tío de la tenista Coco Vandeweghe.

## Trayectoria deportiva

### Universidad
Su trayectoria universitaria transcurrió en UCLA, donde fue uno de los jugadores más destacados. En su último año llevó a su equipo a la disputa de la final de la NCAA, perdiendo ante Louisville. Kiki anotó 14 puntos y cogió 7 rebotes en ese partido.

### Profesional
Fue elegido por Dallas Mavericks en el puesto 11 del Draft de la NBA de 1980, pero rehusó jugar en la ciudad tejana, pidiendo que lo traspasaran, y en diciembre de ese mismo año recaló en Denver Nuggets. Saliendo desde el banquillo, consiguió promediar 11,5 puntos y 5,3 rebotes por partido. Ya en su segundo año se afianzó en el quinteto titulas, y sus estadísticas, sobre todo las ofensivas, subieron, llegando en la temporada 1983-84 a anotar 29,2 puntos por encuentro, tercero de la liga ese año tras Adrian Dantley y Mark Aguirre.
En verano de 1984 fue traspasado a Portland Trail Blazers, donde pasó tres temporadas muy productivas, rondando los 25 puntos por partido, formando un dúo letal en ataque junto a Clyde Drexler. Pero en su cuarto año en Oregón una lesión en la espalda le hizo perderse muchos partidos, además del puesto de titular, que recayó en Jerome Kersey. A mediados de la temporada 1988-89 fue traspasado a New York Knicks, lugar donde su padre, también exjugador de baloncesto, se mantuvo durante toda su carrera. Allí jugó 3 temporadas y media, terminando su carrera deportiva en Los Angeles Clippers, a los 34 años.
Vandeweghe es recordado por ser un gran anotador, con movimientos simples pero efectivos, flojeando bastante en el aspecto defensivo. Tiene un curioso récord, y es que los equipos en los que ha jugado se han clasificado en 13 de 14 ocasiones para disputar los playoffs, aunque nunca logró el anillo de campeón. En el total de su carrera promedió 19,7 puntos y 3,4 rebotes por partido.

### Entrenador
En diciembre de 2009 se hace cargo del banquillo de los New Jersey Nets, sustituyendo a Lawrence Frank tras perder los primeros 16 partidos de la temporada 2009-10.

## Estadísticas de su carrera en la NBA

### Temporada regular
| Año      | Equipo        | PJ  | PT  | MPP  | %TC  | %3P  | %TL  | RPP | APP | ROB | TPP | PPP  |
| -------- | ------------- | --- | --- | ---- | ---- | ---- | ---- | --- | --- | --- | --- | ---- |
| 1980-81  | Denver        | 51  | –   | 27.0 | .426 | .000 | .818 | 5.3 | 1.8 | 0.6 | 0.5 | 11.5 |
| 1981-82  | Denver        | 82  | 78  | 33.8 | .560 | .077 | .857 | 5.6 | 3.0 | 0.6 | 0.4 | 21.5 |
| 1982-83  | Denver        | 82  | 79  | 35.5 | .547 | .294 | .875 | 5.3 | 2.5 | 0.8 | 0.5 | 26.7 |
| 1983-84  | Denver        | 78  | 71  | 35.1 | .558 | .367 | .852 | 4.8 | 3.1 | 0.7 | 0.6 | 29.4 |
| 1984-85  | Portland      | 72  | 69  | 34.8 | .534 | .333 | .896 | 3.2 | 1.5 | 0.5 | 0.3 | 22.4 |
| 1985-86  | Portland      | 79  | 76  | 35.3 | .540 | .125 | .869 | 2.7 | 2.4 | 0.7 | 0.2 | 24.8 |
| 1986-87  | Portland      | 79  | 79  | 38.3 | .523 | .481 | .886 | 3.2 | 2.8 | 0.7 | 0.2 | 26.9 |
| 1987-88  | Portland      | 37  | 7   | 28.1 | .508 | .379 | .878 | 2.9 | 1.9 | 0.6 | 0.2 | 20.2 |
| 1988-89  | Portland      | 18  | 1   | 24.0 | .475 | .421 | .879 | 1.9 | 1.9 | 0.4 | 0.2 | 13.9 |
| 1988-89  | New York      | 27  | 0   | 18.6 | .464 | .300 | .911 | 1.3 | 1.3 | 0.4 | 0.3 | 9.2  |
| 1989-90  | New York      | 22  | 13  | 25.6 | .442 | .526 | .917 | 2.4 | 1.9 | 0.7 | 0.1 | 11.7 |
| 1990-91  | New York      | 75  | 72  | 32.3 | .494 | .362 | .899 | 2.4 | 1.5 | 0.6 | 0.1 | 16.3 |
| 1991-92  | New York      | 67  | 0   | 14.3 | .491 | .394 | .802 | 1.3 | 0.9 | 0.2 | 0.1 | 7.0  |
| 1992-93  | L.A. Clippers | 41  | 3   | 12.0 | .453 | .324 | .879 | 1.2 | 0.6 | 0.3 | 0.2 | 6.2  |
| Total    | Total         | 810 | 548 | 30.3 | .525 | .368 | .872 | 3.4 | 2.1 | 0.6 | 0.3 | 19.7 |
| All-Star | All-Star      | 2   | 0   | 20.0 | .588 | –    | .500 | 3.0 | 1.0 | 0.5 | 0.0 | 10.5 |

### Playoffs
| Año   | Equipo        | PJ | PT | MPP  | %TC  | %3P  | %TL   | RPP | APP | ROB | TPP | PPP  |
| ----- | ------------- | -- | -- | ---- | ---- | ---- | ----- | --- | --- | --- | --- | ---- |
| 1982  | Denver        | 3  | –  | 36.3 | .581 | –    | 1.000 | 6.0 | 3.0 | 0.7 | 1.3 | 22.7 |
| 1983  | Denver        | 8  | –  | 39.6 | .544 | .000 | .800  | 6.5 | 4.0 | 0.5 | 0.9 | 26.8 |
| 1984  | Denver        | 5  | –  | 36.0 | .510 | .400 | .964  | 4.6 | 4.0 | 1.8 | 1.0 | 25.4 |
| 1985  | Portland      | 9  | 9  | 34.6 | .538 | .143 | .939  | 3.0 | 1.9 | 0.9 | 0.3 | 22.4 |
| 1986  | Portland      | 4  | 4  | 37.3 | .580 | .000 | 1.000 | 1.3 | 2.0 | 0.5 | 0.5 | 28.0 |
| 1987  | Portland      | 4  | 4  | 43.5 | .535 | .250 | .846  | 3.3 | 2.8 | 0.3 | 0.3 | 24.8 |
| 1988  | Portland      | 4  | 0  | 18.0 | .275 | .000 | 1.000 | 3.3 | 1.8 | 0.3 | 0.0 | 7.8  |
| 1989  | New York      | 9  | 0  | 17.7 | .510 | .375 | .952  | 1.2 | 0.8 | 0.3 | 0.2 | 8.1  |
| 1990  | New York      | 10 | 10 | 23.6 | .419 | .462 | .800  | 1.2 | 1.4 | 0.5 | 0.2 | 7.6  |
| 1991  | New York      | 3  | 3  | 33.0 | .406 | .600 | .880  | 2.7 | 1.3 | 0.3 | 0.0 | 17.0 |
| 1992  | New York      | 8  | 0  | 9.4  | .542 | .800 | .857  | 0.8 | 0.5 | 0.3 | 0.1 | 4.5  |
| 1993  | L.A. Clippers | 1  | 0  | 9.0  | .333 | –    | –     | 0.0 | 1.0 | 1.0 | 0.0 | 4.0  |
| Total | Total         | 68 | 30 | 27.8 | .510 | .345 | .907  | 2.8 | 2.0 | 0.6 | 0.4 | 16.1 |

## Logros y reconocimientos
- Mejor anotador de triples de la NBA en 1987 (48,1%).
- 2 veces All Star (1983 y 1984).
- Acabó en 3 ocasiones entre los 5 máximos anotadores de la liga.